# Drepanosticta luzonica
Drepanosticta luzonica – gatunek ważki z rodziny Platystictidae.